# Psilopogon malabaricus
A Psilopogon malabaricus a madarak (Aves) osztályának a harkályalakúak (Piciformes) rendjébe, ezen belül a Megalaimidae családjába tartozó faj.

## Rendszerezése
A fajt Edward Blyth angol zoológus írta le 1847-ben, a Bucco nembe Bucco haemacephalus néven. Korábban ezt a madarat a ma már elavult Megalaima nembe sorolták, Megalaima malabarica név alatt.

## Előfordulása
India délnyugati részén, a Nyugati-Ghátok területén honos. Természetes élőhelyei a szubtrópusi és trópusi síkvidéki esőerdők, folyók és patakok környéke, valamint ültetvények, szántóföldek és vidéki kertek. Állandó, nem vonuló faj.

## Természetvédelmi helyzete
Az elterjedési területe nagyon nagy, egyedszáma ugyan csökken, de még nem éri el a kritikus szintet. A Természetvédelmi Világszövetség Vörös listáján nem fenyegetett fajként szerepel.